# Waremme
Waremme (tiếng Hà Lan: Borgworm) là một đô thị tọa lạc ở tỉnh Liège, Bỉ. Đô thị này nằm bên sông Geer (tiếng Hà Lan: Jeker). Kinh tế dựa vào việc trồng ngũ cốc, mía và chế biến thực phẩm.
Đô thị Waremme gồm các làng: Bettincourt (tiếng Hà Lan: Bettenhoven), Bleret, Bovenistier, Grand-Axhe, Lantermange, và Oleye (tiếng Hà Lan: Liek).

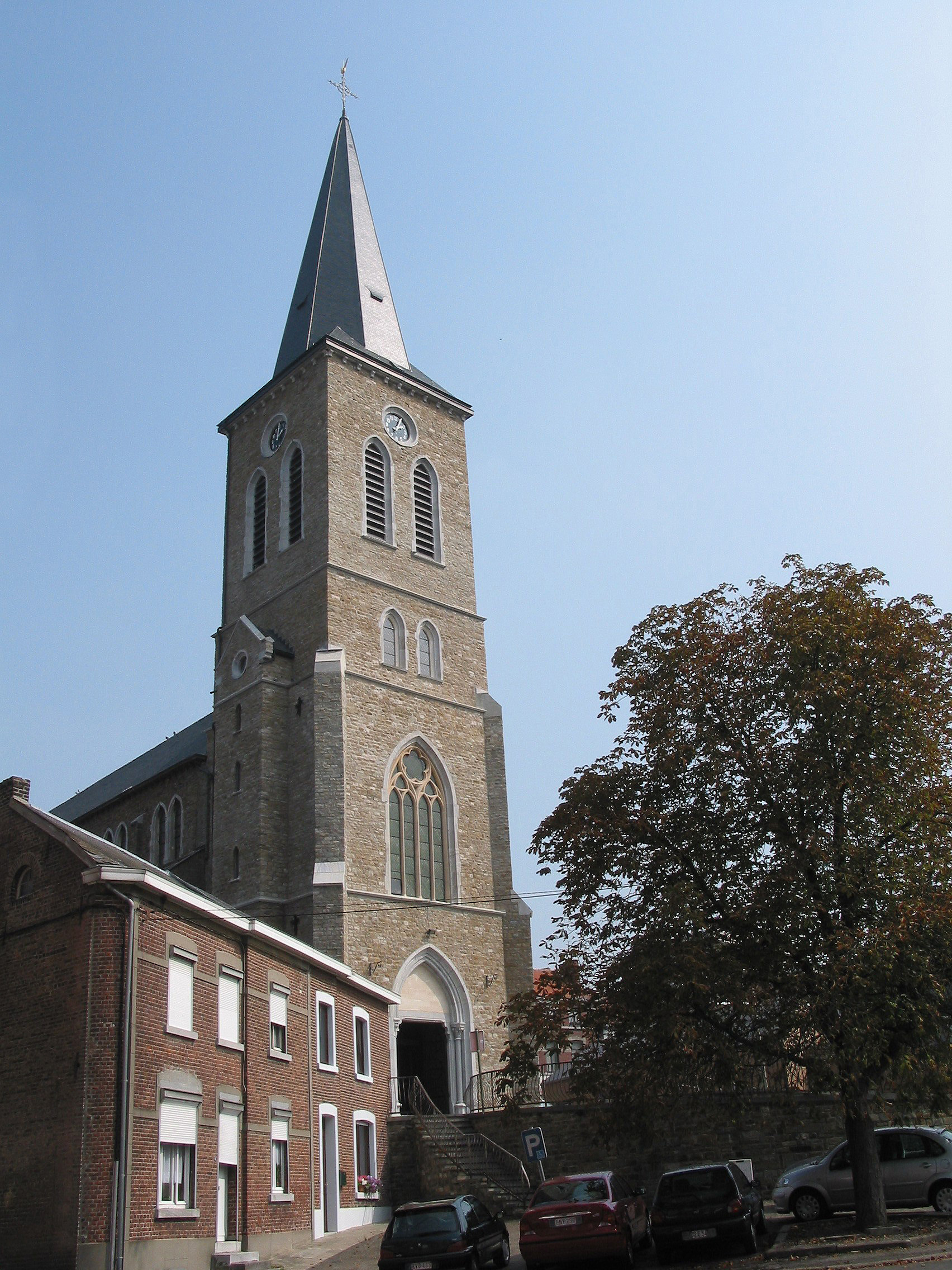
Nhà thờ chính

## Thành phố kết nghĩa
- Bắc Macedonia: Skopje
- Pháp: Gérardmer
- Ý: Gallinaro